# Plistocè
| Subdivisions del període Quaternari | Subdivisions del període Quaternari | Subdivisions del període Quaternari | Subdivisions del període Quaternari |
| Sistema                             | Sèrie                               | Estatge                             | Edat (Ma)                           |
| ----------------------------------- | ----------------------------------- | ----------------------------------- | ----------------------------------- |
| Quaternari                          | Holocè                              | Megalaià                            | 0,0042                              |
| Quaternari                          | Holocè                              | Norgripià                           | 0,0082                              |
| Quaternari                          | Holocè                              | Grenlandià                          | 0,0117                              |
| Quaternari                          | Plistocè                            | Superior                            | 0,129                               |
| Quaternari                          | Plistocè                            | Chibanià                            | 0,774                               |
| Quaternari                          | Plistocè                            | Calabrià                            | 1,80                                |
| Quaternari                          | Plistocè                            | Gelasià                             | 2,58                                |
| Neogen                              | Pliocè                              | Plasencià                           | més antic                           |

El Plistocè, de vegades Pleistocè, és un període geològic. El nom del Plistocè deriva dels mots grecs pleistos (més) i cenos (nou). El Plistocè segueix el Pliocè i precedeix l'Holocè. El Plistocè és el sisè període del Cenozoic i el tercer període del Neogen. El final del Plistocè es correspon amb el final del Paleolític.

## Datació del Plistocè
El Plistocè està datat generalment entre fa 1,8-1,6 milions d'anys i fa 10.000 anys, amb la data de la fi expressada en anys de radiocarbó. Cobreix la majoria de l'últim període de glaciació, incloent-hi el Dryas recent. La fi del Dryas recent ha estat datada aproximadament al 9600 aC.
El 2009, la Unió Internacional de Ciències Geològiques (IUGS) confirmà un canvi en la periodització del Plistocè, canviant la data de començament des de 1,806 a 2,588 milions d'anys BP, i acceptà la base del Gelasià com la base del Plistocè, la base del Monte San Nicola GSSP.
La GSSP pel començament del Plistocè es trobava en una secció de referència a Vrica, 4 quilòmetres al sud de Crotona a Calàbria, al sud d'Itàlia, que presenta ambigüitats de datació no resoltes. Com en altres períodes geològics més antics, les capes de roca que defineixen el començament del Plistocè estan ben identificades, però les dates exactes del principi i la fi del període són lleugerament incertes. El nom estava intencionat per a cobrir el període recent de glaciacions repetides; tanmateix, es va situar el començament massa tardà i una part del refredament primitiu i de la glaciació es troben en el Pliocè. Així doncs, alguns preferirien una data de començament de fa uns 2,5 milions d'anys. El nom Pliocè-Plistocè s'usa en referència a l'últim període glacial.

## Paleogeografia i clima

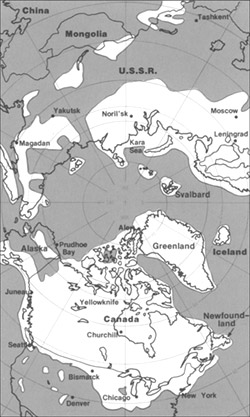
La màxima extensió del glaç marí a la zona polar septentrional durant temps Plistocènics

Els continents moderns restaren essencialment a les seves posicions actuals durant el Plistocè, no havent-se mogut més de 100 quilòmetres des d'aleshores.

### Característiques glacials
El clima glacial estava caracteritzat per cicles glacials repetits en què els glaceres continentals arribaren fins al paral·lel 40 en alguns llocs. Hom estima que, en el moment de màxima extensió glacial, el 30% de la Terra estava coberta pel glaç. A més, una zona de permafrost s'estenia cap al sud des de la vora del casquet glacial. La temperatura mitjana anual a la vora del glaç era de –6 °C; a la del permafrost, 0 °C.
Cada avenç glacial retingué immenses quantitats d'aigua en capes de glaç continentals d'entre 1.500 i 3.000 metres de gruix, fent que el nivell del mar baixés temporalment 100 metres o més arreu de la Terra. Durant períodes interglacials, com el que estem vivint ara, eren comuns les inundacions de la costa, mitigades per mocions emergents o isostàtiques d'algunes regions.
Els efectes de la glaciació foren globals. L'Antàrtida va restar glaçada durant tot el Plistocè així com al Pliocè. Els Andes, al sud, estaven coberts pel casquet de glaç de la Patagònia. Hi havia glaceres a Nova Zelanda i a Tasmània. Les actuals glaceres decadents del Mont Kenya, Kilimanjaro i Ruwenzori a l'Àfrica oriental eren més grans. Hi havia glaceres a les muntanyes a Etiòpia i a l'oest als monts Atles.
A l'hemisferi nord, moltes glaceres es fongueren en un de sol. El casquet glacial Cordillerà cobria el nord-oest d'Amèrica del Nord; l'est estava cobert pel Laurèntid. El casquet glacial escandinau reposava sobre el nord d'Europa, incloent-hi Gran Bretanya; l'alpí als Alps. Algunes glaceres menors s'estenien per Sibèria i la zona àrtica. Els mars septentrionals estaven glaçats.
Al sud de les capes de glaç grans llacs s'acumularen a causa del bloqueig de les sortides i la reducció de l'evaporació en l'aire fred. El centre de l'Amèrica del Nord septentrional estava totalment cobert pel llac Agassiz. Més de 100 conques, ara seques o gairebé, tenien grans cabals a l'oest americà. El llac Bonneville, per exemple, es trobava on ara hi ha el Great Salt Lake. A Euràsia s'hi desenvoluparen grans llacs com a conseqüència dels despreniments de les glaceres. El rius eren més grans, tenien més cabal i s'entrecreuaven. Els llacs africans estaven més plens, aparentment a causa d'una menor evaporació.
D'altra banda, els deserts eren més secs i més extensos. A causa de la minva en l'evaporació oceànica i d'altres tipus, les precipitacions eren menors.

### Esdeveniments majors
S'ha identificat quatre esdeveniment glacials principals, a més de molts de menors. Un esdeveniment principal és una excursió glacial general, anomenada només "glacial". Els glacials estan separats per "interglacials". Durant un glacial, les glaceres experimenten pocs avenços i retrocessos. Una excursió menor és un "estadial"; els temps entre estadials són "interestadials".
Aquests esdeveniments es defineixen de manera diferent en diferents regions de l'abast glacial, que tenen la seva pròpia història glacial depenent de la latitud, el terreny i el clima. Hi ha una correspondència general entre els glacials a diferents regions. Els investigadors intercanvien sovint els noms si la geologia glacial d'una regió està en procés d'ésser definida. Nogensmenys, és generalment incorrecte aplicar el nom d'un glacial en una regió a un altre. No es pot anomenar Mindel l'Elsterià o viceversa.
Durant gran part del segle xx només s'havien estudiat unes quantes regions i els noms eren relativament pocs. Avui els geòlegs de diferents nacions estan interessant-se més en la glaciologia del Plistocè. A conseqüència d'això, el nombre de noms està creixent ràpidament i així continuarà.
Corresponen als termes glacial i interglacial els termes pluvial i interpluvial. Un pluvial és un període més càlid amb més precipitacions; un interpluvial, amb menys precipitacions. Abans es creia que un pluvial corresponia a un glacial en regions no glaçades, i en alguns casos és cert. Les precipitacions també són cícliques. Els pluvials i interpluvials estan molt estesos.
No hi ha cap correspondència sistemàtica de pluvials amb els glacials, tanmateix. És més, els pluvials regionals no es corresponen entre ells globalment. Per exemple, alguns han usat el terme "pluvial Riss" en contexts egipcis. Qualsevol coincidència és una casualitat de factors regionals.

### Paleocicles
La suma de factors que actuen a la superfície terrestre és cíclica: el clima, els corrents i altres moviments oceànics, els corrents d'aire, la temperatura, etc. Aquests cicles venen donats per les mocions cícliques del planeta, que eventualment arrossega tots els altres elements en harmonia amb elles. Les glaciacions repetides del Plistocè van ser causades pels mateixos factors.

#### Cicles de Milanković
La glaciació al Plistocè fou una sèrie de glacials i interglacials, estadials i interestadials, reflectint canvis periòdics en el clima. El factor principal en el cicle climàtic és considerat els cicles de Milanković. Es tracta de variacions periòdiques en la radiació solar regional causades per la suma de diversos canvis en la moció de la Terra.
Els cicles de Milanković no poden ser l'únic factor, ja que no expliquen el principi ni el final de l'època glacial del Plistocè, ni la repetició d'èpoques glacials. Semblen funcionar millor dins el Plistocè, predient una glaciació cada 100.000 anys.

## Fauna
No hi ha estatges faunístics definits pel Plistocè ni per l'Holocè. Tant la fauna marina com la continental eren en essència modernes. Molts científics creuen que els humans evolucionaren en l'home modern durant el Plistocè. A l'acabament del Plistocè van començar extincions importants de grans mamífers, incloent-hi els mamuts, mastodonts, gats de dents de sabre, gliptodonts i peresosos que es van perllongar a l'Holocè. Les extincions foren especialment dures a Amèrica del Nord, on s'extingiren els cavalls i camells nadius.
Del plistocè inferior es passà al mitjà entre 900.000 i 700.000 anys a.C. i la fauna va canviar a una més adaptada al clima temperat i forestal. Durant el plistocè mitjà comença a generalitzar-se la presència humana per Europa. Al tombant del plistocè mitjà, durant l'últim màxim glacial del Würm (fa 300.000 anys), quedà a Euràsia l'única espècie d'elefàntid: el mamut llanut (Mammuthus primigenius).

## Jaciments
Els jaciments continentals del Plistocè es troben majoritàriament en fons de llacs, dipòsits de loess i coves així com en les grans quantitats de materials moguts per les glaceres. Els dipòsits marins del Plistocè es troben especialment en àrees que es troben a pocs quilòmetres de la costa moderna. En algunes àrees geològicament actives tals com la costa del sud de Califòrnia, els dipòsits marins del Plistocè poden aparèixer en elevacions d'uns quants centenars de metres.